# The Wolf's Hour
The Wolf's Hour es el tercer EP de We Are Scientists. Fue grabado en 2004 y lanzado el 18 de diciembre de ese mismo año por Checkered Seagull, sello discográfico de la banda.
Está considerado como el adelanto de With Love and Squalor, que saldría al año siguiente, en 2005, ya que 5 de los 6 temas que contiene este EP aparecen en With Love and Squalor.

## Listado de canciones
1. Inaction
2. Nobody Move, Nobody Get Hurt
3. The Great Escape
4. This Scene Is Dead
5. This Means War
6. Callbacks Under The Sea

- Datos: Q6145496